# Gridlock'd
Ne doit pas être confondu avec le film Gridlocked.
Gridlock'd est un film américain de Vondie Curtis-Hall sorti en 1997.

## Synopsis
À la suite d'une prise excessive d'héroïne de leur chanteuse "Cookie", les deux musiciens du trio Spoon et Stretch décident de se désintoxiquer. Mais bien des problèmes vont compliquer la tâche. "Spoon" assomme un trafiquant de drogue qui s'en prenait à Stretch. Tout au long du film le trafiquant qui fournit leur ami dealer, après avoir tué celui-çi et sa petite amie dans des conditions sordides s'obstine à poursuivre les deux compères. Spoon qui connait la cachette, malgré sa réticence récupère le paquet sous l'insistance de Stretch qui ne veut pas manquer l'opportunité d'en garder, au cas ou cela viendrait à leur manquer. Les deux musiciens vont alors se livrer à un parcours chaotique pour déjouer les poursuites de leurs agresseurs puis de la police. Ils ne sont pas en manque d'idées pour déjouer les tentatives de D-Reper, mais sont totalement démunis pour bénéficier de la " medical card", qui leur permettra d'être hospitalisés en sécurité. Ils vont devoir faire face à une administration débordée, peu compréhensive face à une demande si hâtive. Les deux " flingueurs ", à la suite d'une rencontre avec les deux musiciens tireront sur Stretch qui, touché au bras réussi à s'enfuir. Finalement, se croyant toujours traqués, toujours sans "medical aid", Spoon demandera à Stretch d'utiliser un "couteau suisse" afin qu'ils puissent se faire admettre dans le même service d'urgences que là ou ils ont laissé Cookie. Ils retrouvent le personnel de l'hôpital et devront subir une interminable attente. Leur amie Cookie quant à elle, sort tranquillement de l'hôpital. Malgré cela, ils continuerons à jouer leur musique aux influences "trip hop" avec encore plus de succès.

## Fiche technique
- Titre : Gridlock'd
- Réalisation et scénario : Vondie Curtis-Hall
- Décors : Dan Bishop
- Costumes : Marie France
- Photographie : Bill Pope
- Montage : Christopher Koefoed
- Musique : Stewart Copeland
- Budget : 5 millions de dollars
- Box-office :
  -  : 5 571 205 dollars[1]
  -  : 40 614 entrées[2]
- Pays :  États-Unis
- Tourné en Dolby Digital
- Année : 1996
- Genre : Comédie dramatique
- Durée : 85 min
- Dates de sorties en salles :
  - États-Unis : 29 janvier 1997
  - France : 4 juin 1997
- Film interdit aux moins de 12 ans lors de sa sortie en salles

## Distribution
- Tupac Shakur: Ezekiel Whitmore, alias "Spoon"
- Tim Roth: Alexander Rawland, alias "Stretch"
- Thandie Newton: Barbara Cook, alias "Cookie"
- Charles Fleischer: Mr. Woodson
- Howard Hesseman: Blind Man
- James Pickens Jr. (VF : Med Hondo): Supervisor
- John Sayles: Cop # 1
- Eric Payne: Cop # 2
- Tom Towles: D-Reper's Henchman
- Tom Wright (en): Koolaid
- James Shanta: Patrolman # 1
- Jim O'Malley: Patrolman # 2
- George Poulos: Chuck
- Debbie Zancor: Clerk
- Mik Scriba: Officer #1
- Lucy Liu: Cee-Cee (créditée Lucy Alexis Liu)
- Richmond Arquette: Resident Doctor
- Billie Neal et Debra Wilson: Medicaid Woman 1 et 2
- Rusty Schwimmer: Medicaid Nurse
- Elizabeth Peña: Admissions Person (créditée Elizabeth Anne Dickinson)
- Joey Dente: Vendor
- Darryl Jones: Panhandler
- Jasen Govine: Medicaid Security Guard
- Tim Truby: Man with Directions
- Venessia Valentino: Woman in ER
- Ron Cummins: Man in ER
- Brad Spencer: Paramedic #1
- Rory J. Shoaf: Paramedic #2
- Tracy Vilar: Screaming Woman
- Roslyn McKinney: Female Clerk
- Roderick Garr: Welfare Security Guard
- William Long Jr: Right Wing TV Show Host
- Mark Ericson: Bill the Anchor Man
- Tonia Rowe: Woman on TV
- Lynn Blades: Alexia Cruz
- Kasi Lemmons: Madonna
- Henry Hunter Hall: Child
- Vondie Curtis-Hall (VF : Pascal Renwick): D-Reper
- Bokeem Woodbine (VF : Julien Kramer): Mud

## Autour du film
- Le film alterne les scènes surréalistes, absurdes, teintés d'horreur et d'humour, avec la Musique et l'amitié comme cohésion du trio.
- Ce film est l'avant-dernier film de Tupac Shakur, il sortira quatre mois après sa mort.